# Лопухин, Иван Степанович
Иван Степанович Лопухин (около 1720 — 23.02.1781 ) — камер-юнкер, гвардии подполковник. Сын Натальи Фёдоровны и Степана Васильевича Лопухиных, один из участников заговора Лопухиных (1743) и основной виновник его раскрытия.

## Биография
Троюродный брат царевича Алексея Петровича. В правление Анны Леопольдовны (1740—1741) пожалован придворным чином камер-юнкера, но Елизавета Петровна, придя к власти, понизила в чине до подполковника.

## Дело Лопухиных
17 июля 1743 года Лопухин завёл у себя дома с поручиком Яковом Бергером разговор о характере Елизаветы Петровны и скором приходе к власти малолетнего императора Иоанна Антоновича, жившего тогда с родителями под арестом в Риге. 21 июля беседа была продолжена уже в компании с майором Матвеем Фалкенбергом. В беседе осуждалась «бабье правление» Елизаветы, роль австрийского посла, маркиза Ботта и прусского короля Фридриха II в скором её свержении. Бергер и Фалкенберг обратились за советом к лейб-медику Лестоку, который немедленно устроил им аудиенцию у самой государыни.
Императрица подписала указ об аресте Ивана Лопухина, однако позже посчитала арест преждевременным из-за отъезда Ботты из России. Но через четыре дня Елизавета подтвердила свой указ, и в ночь на 25 июля генерал-прокурор Н. Ю. Трубецкой в сопровождении капитана-преображенца Григория Протасова арестовали Ивана Степановича.
Иван признался в критике государыни и в сочувствии брауншвейгскому семейству, но не в том, что ему знакомы планы Ботты. При очной ставке с Бергером и Фалкенбергом 26 июля арестант сослался на слова матери о Ботте: «прежде спокоен не будет, пока принцессе Анне не поможет». Также Иван указал на других лиц, обсуждавших с Лопухиной и Бестужевой откровения маркиза — С. В. Лопухина, С. В. Лилиенфельт, И. Т. Путятина, М. Аргамакова.
31 августа 1743 года Иван Лопухин был наказан 15 ударами кнутом и урезанием языка, хотя первоначально был приговорен к колесованию.
Иван Степанович был сослан в Охотский острог. Умер в Москве в звании гуслицкого помещика 23 февраля 1781 года .